# Auglaize County
Auglaize County ist ein County im US-Bundesstaat Ohio der Vereinigten Staaten. Der Verwaltungssitz (County Seat) ist Wapakoneta.

## Geographie
Das County liegt im Westen von Ohio, ist etwa 40 km von der Grenze zu Indiana entfernt und hat eine Fläche von 1040 Quadratkilometern, wovon ein Quadratkilometer Wasserfläche ist. Es grenzt im Uhrzeigersinn an folgende Countys: Allen County, Darke County, Hardin County, Logan County, Shelby County, Mercer County und Van Wert County.

## Geschichte
Auglaize County wurde am 14. Februar 1848 aus Teilen des Allen-, Darke-, Hardin-, Logan-, Mercer-, Shelby- und Van Wert County gebildet. Benannt wurde es nach dem Auglaize River, der wiederum in der Sprache der Shawnee „gefälltes Holz“ bedeutet.
23 Bauwerke und Stätten des Countys sind im National Register of Historic Places eingetragen (Stand 6. April 2018).

## Demografische Daten

Alterspyramide des Auglaize County

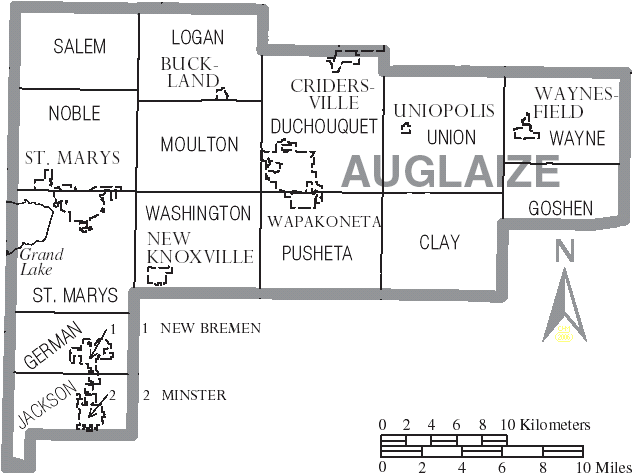
Karte des Auglaize County.

Nach der Volkszählung im Jahr 2000 lebten im Auglaize County 46.611 Menschen in 17.376 Haushalten und 12.771 Familien. Die Bevölkerungsdichte betrug 45 Einwohner pro Quadratkilometer. Ethnisch betrachtet setzte sich die Bevölkerung zusammen aus 98,12 Prozent Weißen, 0,24 Prozent Afroamerikanern, 0,18 Prozent Indianern, 0,41 Prozent Asiatischen Amerikanern, 0,03 Prozent Pazifischen Insulanern und 0,20 Prozent aus anderen ethnischen Gruppen; 0,83 Prozent stammten von zwei oder mehr Ethnien ab. 0,67 Prozent der Bevölkerung waren Hispanics oder Latinos.
Von den 17.376 Haushalten hatten 35,3 Prozent Kinder und Jugendliche unter 18 Jahre, die bei ihnen lebten. 62,1 Prozent waren verheiratete, zusammenlebende Paare, 7,8 Prozent waren allein erziehende Mütter, 26,5 Prozent waren keine Familien, 23,3 Prozent waren Singlehaushalte und in 10,5 Prozent lebten Menschen im Alter von 65 Jahren oder darüber. Die Durchschnittshaushaltsgröße betrug 2,62 und die durchschnittliche Familiengröße lag bei 3,11 Personen.
Auf das gesamte County bezogen setzte sich die Bevölkerung zusammen aus 27,6 Prozent Einwohnern unter 18 Jahren, 7,8 Prozent zwischen 18 und 24 Jahren, 28,2 Prozent zwischen 25 und 44 Jahren, 22,0 Prozent zwischen 45 und 64 Jahren und 14,4 Prozent waren 65 Jahre alt oder darüber. Das Durchschnittsalter betrug 36 Jahre. Auf 100 weibliche Personen kamen 96,5 männliche Personen. Auf 100 Frauen im Alter von 18 Jahren oder darüber kamen statistisch 93,1 Männer.
Das jährliche Durchschnittseinkommen eines Haushalts betrug 43.367 USD, das Durchschnittseinkommen der Familien betrug 50.024 USD. Männer hatten ein Durchschnittseinkommen von 37.024 USD, Frauen 23.809 USD. Das Prokopfeinkommen betrug 19.593 USD. 4,9 Prozent der Familien und 6,2 Prozent der Bevölkerung lebten unterhalb der Armutsgrenze. Davon waren 7,2 Prozent Kinder oder Jugendliche unter 18 Jahre und 6,4 Prozent waren Menschen über 65 Jahre.

### Orte in Auglaize County

#### Städte
- Saint Marys
- Wapakoneta

#### Dörfer
| - Buckland - Cridersville - Minster | - New Bremen - New Knoxville | - Uniopolis - Waynesfield |

#### Townships
| - Clay Township - Duchouquet Township - German Township - Goshen Township - Jackson Township | - Logan Township - Moulton Township - Noble Township - Pusheta Township - Saint Marys Township | - Salem Township - Union Township - Washington Township - Wayne Township |